# Étrelles
Étrelles é uma comuna francesa na região administrativa da Bretanha, no departamento Ille-et-Vilaine. Estende-se por uma área de 27 km². Em 2010 a comuna tinha 2 627 habitantes (densidade: 97,3 hab./km²).